# Guilherand-Granges

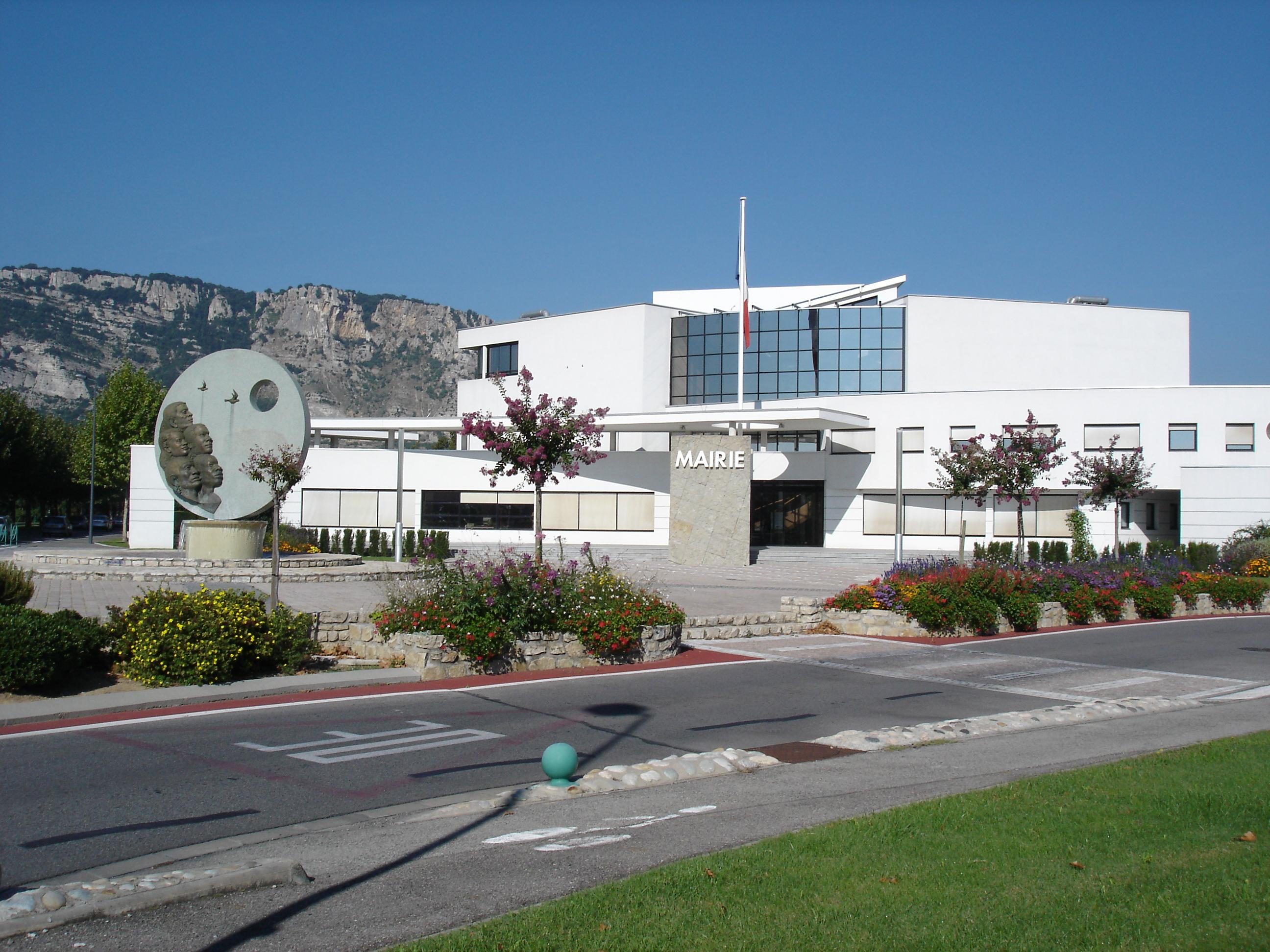
Ratusz (2004)

Guilherand-Granges – miejscowość i gmina we Francji, w regionie Owernia-Rodan-Alpy, w departamencie Ardèche.
Według danych na rok 1990 gminę zamieszkiwały 10 492 osoby, a gęstość zaludnienia wynosiła 1602 osoby/km² (wśród 2880 gmin regionu Rodan-Alpy Guilherand-Granges plasuje się na 62. miejscu pod względem liczby ludności, natomiast pod względem powierzchni na miejscu 1393.).

## Współpraca
- Bad Soden-Salmünster, Niemcy
- Casalmaggiore, Włochy